# Kirchliche Immunität
Bei der kirchlichen Immunität handelt es sich um einen rechtlichen Sonderstatus des Mittelalters, der einer kirchlichen Institution (z. B. Kloster) oder Person (z. B. Bischof) von einem König verliehen wurde.
Der Begriff Immunität (lateinisch immunitas ‚das Freisein von Leistungen‘, mithin Abgaben- und Steuerfreiheit) stammt aus der römischen Rechtssprache. Im Mittelalter bezeichnete man mit Immunität die Befreiung von Personen, Orten und Besitzungen von Abgaben, Diensten und Lasten oder von weltlichen Eingriffen. 

## Geschichte
Diese Entwicklung begann in der karolingischen Zeit und dauerte an bis in die Epoche der ottonisch-salischen Könige. Durch die Verleihung der Immunität sollte die Königsherrschaft über die Kirche gestärkt und der Einfluss des Adels zurückgedrängt werden. Indem der König einem Kloster die Immunität verlieh, wurde der Grundbesitz des Klosters aus dem Zuständigkeitsbereich des jeweiligen Grafen herausgenommen. Es entstand ein Rechtsbereich mit Sonderstatus: der Immunitätsbezirk.
Das Kloster unterstand nun unmittelbar dem König. Dies wird auch als Reichsunmittelbarkeit bezeichnet. Königliche Amtsträger (Adel) durften diesen so entstandenen Immunitätsbezirk nicht mehr betreten, um ihre Amtsgeschäfte (das Eintreiben von Abgaben oder die Abhaltung eines Gerichtes) zu betreiben. Die Immunität enthielt jedoch keine Befreiung von den im Reich erhobenen Zöllen oder vom Kriegsdienst.
Der Abt war nun zum geistlichen Immunitätsherrn geworden. Ihm wurden die Aufgaben übertragen, die zuvor der Graf innegehabt hatte. Um diese Aufgaben auszuführen und die Herrschaftsstruktur innerhalb der Immunität zu gewährleisten, wurden Vögte eingesetzt. Diese waren Laien und im Gegensatz zu den Klerikern rechts- und waffenfähig. Kleriker waren aufgrund des Verbotes der Gewaltausübung für Geistliche nicht voll wehrfähig und unterstanden daher der Munt einer wehrfähigen Person.
Das Kloster war autonom und durfte bzw. musste selbst Gericht über die hier lebenden Menschen abhalten, die jedoch nicht völlig der weltlichen Gerichtsbarkeit entzogen waren. Bei schweren Verbrechen war der jeweilige Immunitätsherr verpflichtet, seine Hintersassen vor Gericht zu stellen. Auch Klagen von Insassen der Immunität gegen Dritte wurden vor „öffentlichen“ Gerichten geregelt. Klagten jedoch Dritte gegen Immunitätsinsassen oder diese untereinander, fiel dies in den Aufgabenbereich des jeweiligen Immunitätsherrn.
Seit Ludwig dem Frommen (778 bis 840) ist die kirchliche Immunität sehr eng mit dem Königsschutz, und damit zugleich auch mit der Königsherrschaft, verbunden. Dadurch wurde die Verbindung zwischen König und (Reichs-)Kloster noch enger.
Der König hatte das Recht, einen Abt seiner Wahl einzusetzen. Hiermit konnte der König sich seinen Einfluss auf das Kloster sichern, denn er vergab die Abteien an treu ergebene Gefolgsleute, Angehörige des Adels, sofern sie über eine ausreichende geistliche Ausbildung verfügten. Meist hatten sie diese zuvor in der Hofkapelle des Königs erhalten. Während der Karolingischen Zeit und bis ins 9. Jh. wurden diese Ämter auch an Laien vergeben.
Viele Äbte strebten aufgrund von politischem Ehrgeiz danach, Abt mehrerer Abteien zu werden, da sie auf diesem Wege zu großem politischem Einfluss gelangen konnten. Deshalb war der Abt oftmals nicht mehr selbst im Kloster anwesend.

## Aufgaben und Pflichten der Klöster
Die Förderung der Klöster hatte nicht bloß den religiösen Hintergrund; das Kloster hatte auch Aufgaben zu erfüllen.
Dazu zählten Gebetsdienste, nicht nur für die Könige und deren Familien, sondern auch für deren Vorfahren. Ferner hatten die Klöster jährliche Abgaben (lat. dona regia) zu leisten: So ist es 854 urkundlich erwähnt, dass das Kloster St. Gallen jährlich zwei Pferde und zwei Schilde mit Lanzen zu liefern hatte.
Reichsklöster waren zum servitium regis (lat. Königsdienst) verpflichtet. Hierbei handelte es sich erstens um die Königsgastung: Der König und sein Gefolge hatten das Recht, Bewirtung und Beherbergung des Klosters in Anspruch zu nehmen. Dies stellte für das jeweilige Kloster eine große Belastung dar, wurde jedoch zugleich als große Ehrung empfunden. Die Klöster wurden von den Königen in erster Linie genutzt, um zu beten. Regierungsgeschäfte wurden eher in Pfalzen und Bistümern betrieben.
Zweitens handelte es sich um den Kriegsdienst: Im Kriegsfalle führten Äbte Kontingente aus Klostervasallen. Sowohl Reichsklöster als auch Bistümer hatten annähernd gleich viele Panzerreiter zu stellen. Oft hatten Äbte besondere Pflichten zu erfüllen: Sie wurden beispielsweise auf diplomatische Missionen geschickt oder als Königsboten eingesetzt und waren häufig am Königshof anwesend, wie man aus Interventionen in Königsurkunden ersehen kann. So war Abt Grimald von St. Gallen (841 – 872) gleichzeitig Abt des Klosters Weißenburg im Elsass, doch in erster Linie betätigte er sich als Erzkanzler von Ludwig dem Deutschen (um 806 bis 876) und hielt sich nur selten im Kloster auf.
Nachdem sich die Königsherrschaft über die Klöster durchgesetzt hatte, kam es auch gelegentlich zu Zweckentfremdungen: Da es noch keine Gefängnisse gab, wurden durch den König Zwangseinweisungen ins Kloster verfügt. Dies betraf vorwiegend politische Gefangene, doch es wurden auch Königssöhne zwangseingewiesen. So wurde Karlmann, ein Sohn von Karl dem Kahlen (823–877), geblendet und, da er nun auf Pflege angewiesen war, ins Kloster verwiesen. Diese Praxis wird als „Mönchung“ bezeichnet und war in den meisten Fällen eine Begnadigung von der Todesstrafe.